# NGC 884

NGC 884

إن جي سي 884 أو شي برساي , أو طبقا لكتالوج كالدويل ك 14  (بالإنجليزية : χ Persei ) هو تجمع نجمي مفتوح يرى في كوكبة حامل رأس الغول . يشكل هذا التجمع النجمي مع تجمع نجمي آخر قريب منه وهو إن جي سي 869 تجمع نجمي مزدوج .
تبلغ شدة لمعان شي برساي  Chi Persei 6,1 قدر ظاهري وهو تجمع نجمي مفتوح ساطع ؛ ويبلغ اتساعه 30' . ويقع إن جي سي 884 بالقرب من التحمع النجمي المفتوح الآحر إن جي سي 869 ( h Persei )، الذي يسمى إتش برساي ويمكن رؤيتهما بالعين المجردة .
أول من كتب عن هذا التجمع النجمي هو عالم الفلك الإغريقي هيباركوس ، وكان ذلك نحو 130 قبل الميلاد.

## اقرأ أيضا
- كتالوج كالدويل
- إن جي سي 869
- تجمع نجمي
- إن جي سي 678
- إن جي سي 680

## وصلات خارجية
- NGC 869 and NGC 884
- DSS Images for NGC 800 through NGC 899
- SEDS